# 三角洋一
三角 洋一（みすみ よういち、1948年1月1日 - 2016年5月4日）は、日本の国文学者。東京大学名誉教授。大正大学特命教授。『とはずがたり』など王朝女流文学を中心に、平安から鎌倉にかけての物語文学を研究した。岩手県生まれ。

## 略歴
1966年、都立日比谷高校卒業、1970年、東京大学文学部国語国文学専修卒業、1972年、東京大学大学院修士課程修了。1973年、同大学大学院博士課程中途退学、高知大学文理学部助手。1975年、同講師。1979年、白百合女子大学文学部講師、1980年同助教授。1984年、東京大学教養学部助教授。1992年、同教授。2004年、東京大学大学院総合文化研究科比較文学比較文化コース主任（- 2009年）。
2012年、「宇治十帖と仏教」で東京大学より文学博士の学位を取得、同年定年退職、名誉教授。2013年、大正大学特命教授。

## 受賞歴
- 1983年 - 日本古典文学会賞受賞[1]

## 著書
- 『とはずがたり　古典講読』（岩波書店「岩波セミナーブックス」、1992、新装版2014）
- 『物語の変貌』（若草書房、1996）
- 『源氏物語と天台浄土教』（若草書房、1996）
- 『王朝物語の展開』（若草書房、2000）
- 『宇治十帖と仏教』（若草書房 中古文学研究叢書 2011）
- 『中世文学の達成 和漢混淆文の成立を中心に』（若草書房 中古文学研究叢書 2017）

### 編著・共著
- 『蜻蛉日記・更級日記・和泉式部日記』津島佑子共編著（新潮社、1991）
- 『歌ことばの歴史』小町谷照彦共編（笠間書院、1998）
- 『日本の散文 古典編』松尾葦江・島内裕子共著（放送大学教育振興会、2003）
- 『源氏物語の鑑賞と基礎知識 no.39 早蕨』（国文学解釈と鑑賞別冊）（至文堂、2005）
- 『東書最新全訳古語辞典』小町谷照彦共編（東京書籍、2006）
- 『日本の古典 散文編』松尾葦江・島内裕子共著（放送大学教育振興会、2006）
- 『講座源氏物語研究 第4巻 鎌倉・室町時代の源氏物語』伊井春樹監修 編 （おうふう、2007）

### 校注・編纂
- 『堤中納言物語』全訳註（講談社学術文庫、1981）
- 菅原孝標娘『日本の文学　更級日記』（ほるぷ出版、1986）
- 『鎌倉時代物語集成』全7巻別巻1 市古貞次共編（笠間書院、1988-2001）
- 『新日本古典文学大系 50 とはずがたり（後深草院二条）、たまきはる（建春門院中納言日記）』（岩波書店、1994）
- 『新編日本古典文学全集 住吉物語』（小学館、2002）
- 『中世王朝物語全集5 石清水物語』（笠間書院、2016）

## 論文
- Cinii